# Paulinho McLaren
Paulinho McLaren (nacido el 28 de septiembre de 1963) es un exfutbolista brasileño que se desempeñaba como delantero.
Jugó para clubes como el Atlético Paranaense, Figueirense, Santos, Oporto, Internacional, Portuguesa Desportos, Cruzeiro, Bellmare Hiratsuka, Fluminense, Atlético Mineiro, Miami Fusion y Santa Cruz.

## Trayectoria

### Clubes
| Club                 | País           | Año         |
| -------------------- | -------------- | ----------- |
| Bandeirante          | Brasil         | 1981 - 1984 |
| Serra Negra          | Brasil         | 1985        |
| Sãocarlense          | Brasil         | 1986        |
| Comercial            | Brasil         | 1987        |
| Barretos             | Brasil         | 1988        |
| Votuporanguense      | Brasil         | 1988        |
| Atlético Paranaense  | Brasil         | 1989        |
| Figueirense          | Brasil         | 1989        |
| Santos               | Brasil         | 1989 - 1992 |
| Oporto               | Portugal       | 1992 - 1993 |
| Internacional        | Brasil         | 1993 - 1994 |
| Portuguesa Desportos | Brasil         | 1994 - 1995 |
| Cruzeiro             | Brasil         | 1995 - 1996 |
| Bellmare Hiratsuka   | Japón          | 1996        |
| Portuguesa Desportos | Brasil         | 1997        |
| Fluminense           | Brasil         | 1997        |
| Atlético Mineiro     | Brasil         | 1998        |
| Miami Fusion         | Estados Unidos | 1998        |
| Santa Cruz           | Brasil         | 1999        |

## Palmarés

### Como jugador

#### Torneos regionales
| Título            | Club             | Estado             | Año  |
| ----------------- | ---------------- | ------------------ | ---- |
| Campeonato Gaúcho | SC Internacional | Río Grande del Sur | 1994 |

#### Torneos nacionales
| Título                | Club      | País     | Año     |
| --------------------- | --------- | -------- | ------- |
| Primeira Liga         | FC Oporto | Portugal | 1992-93 |
| Supercopa de Portugal | FC Oporto | Portugal | 1993    |

#### Torneos internacionales
| Título                   | Club        | Sede      | Año  |
| ------------------------ | ----------- | --------- | ---- |
| Copa de Oro Nicolás Leoz | Cruzeiro EC | São Paulo | 1995 |